# Aquis Querquennis

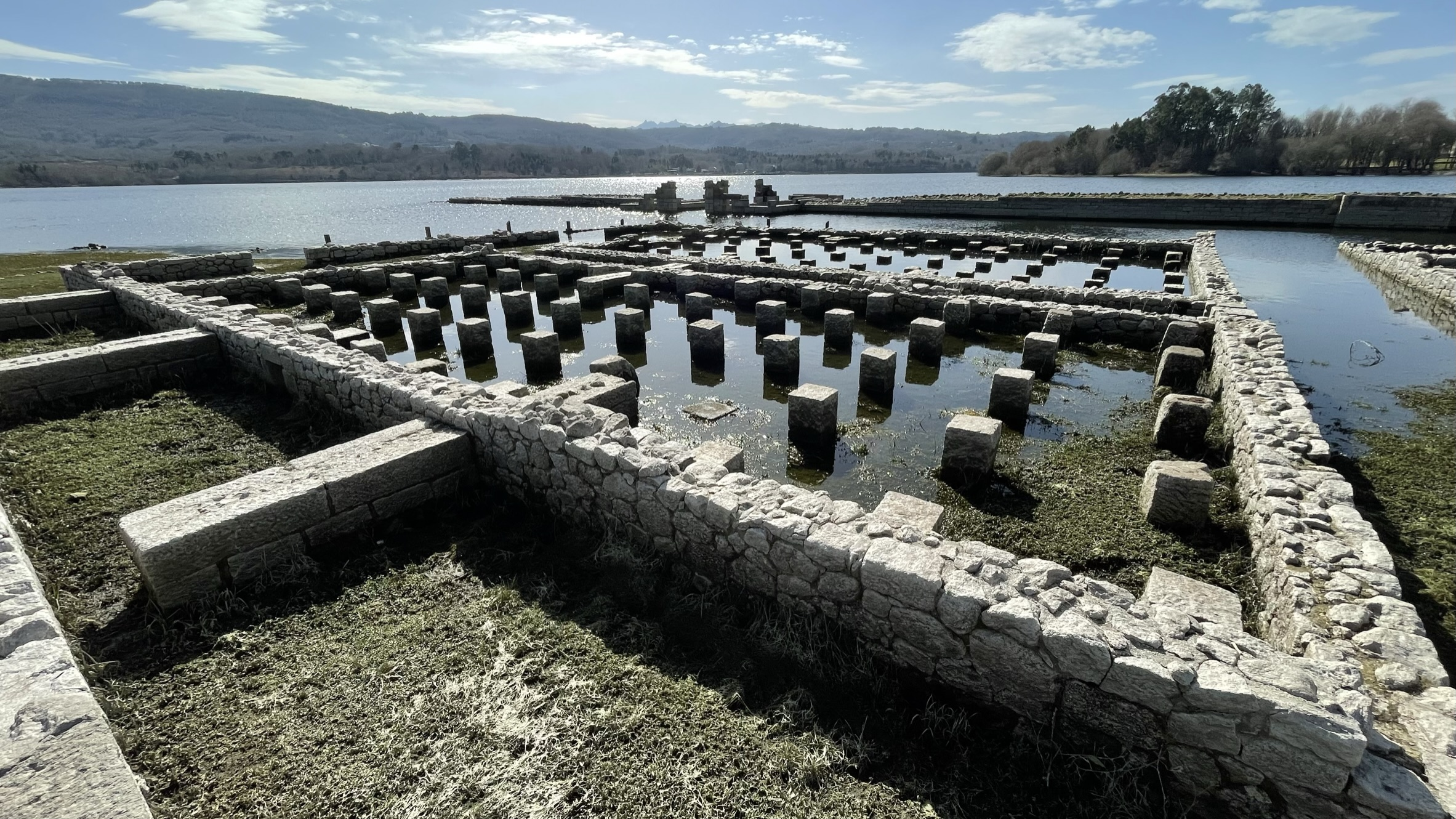
Aquis Querquennis, cubierto por el agua del embalse de As Conchas en febrero de 2023

Aquis Querquennis, conocido coloquialmente como A cidade (en gallego "la ciudad"), es un complejo arqueológico romano formado por un campamento romano y una mansión-viaria, situado en la parroquia de Baños de Bande, en Galicia, a orillas del río Limia en el embalse de las Conchas. El campamento se estableció en el lugar para la construcción de la Via XVIII o Via Nova, calzada que comunicaba Bracara Augusta y Asturica Augusta. Ocupado entre el último cuarto del siglo I hasta los años 20 del II. La mansión-viaria era un hospedaje de viajeros en la citada calzada, ocupada en los siglos II - III. En el mes de septiembre del año 2018 fue declarado Bien de Interés Cultural
Atraviesa el lugar una ruta de peregrinación a Santiago de Compostela, conocida como "Ruta da Rainha Santa", nombre debido a la peregrinación realizada por Isabel de Portugal, en el siglo XIV y seguida en los siglos posteriores por numerosos viandantes. Tal ruta coincide en su tramo inicial hasta Bande con la citada calzada romana: Vía Nova y está a ser reivindicada como "camino jacobeo" por diversas asociaciones de la comarca.
En el lugar se encuentra el Centro de Interpretación Aquae Querquennae-Vía Nova, que alberga un museo y varias salas explicativas del complejo arqueológico.

## Descubrimiento y excavación del campamento
Las primeras prospecciones las realizó Florentino López Cuevillas en la década de 1920, después de visitar el recinto el 5 de junio de 1921 con Ramón Otero Pedrayo, Vicente Risco y el abogado de Bande Farruco Pena. En 1949 fue inundado bajo el embalse de las Conchas, de Fenosa. Esta empresa autorizó las excavaciones a partir de 1975, bajo la dirección de Antonio Rodríguez Colmenero durante casi veinte años, centrándose especialmente en el cuadrante noroeste. A día de hoy continúan bajo la mano de Santiago Ferrer Sierra.

## Descripción del campamento

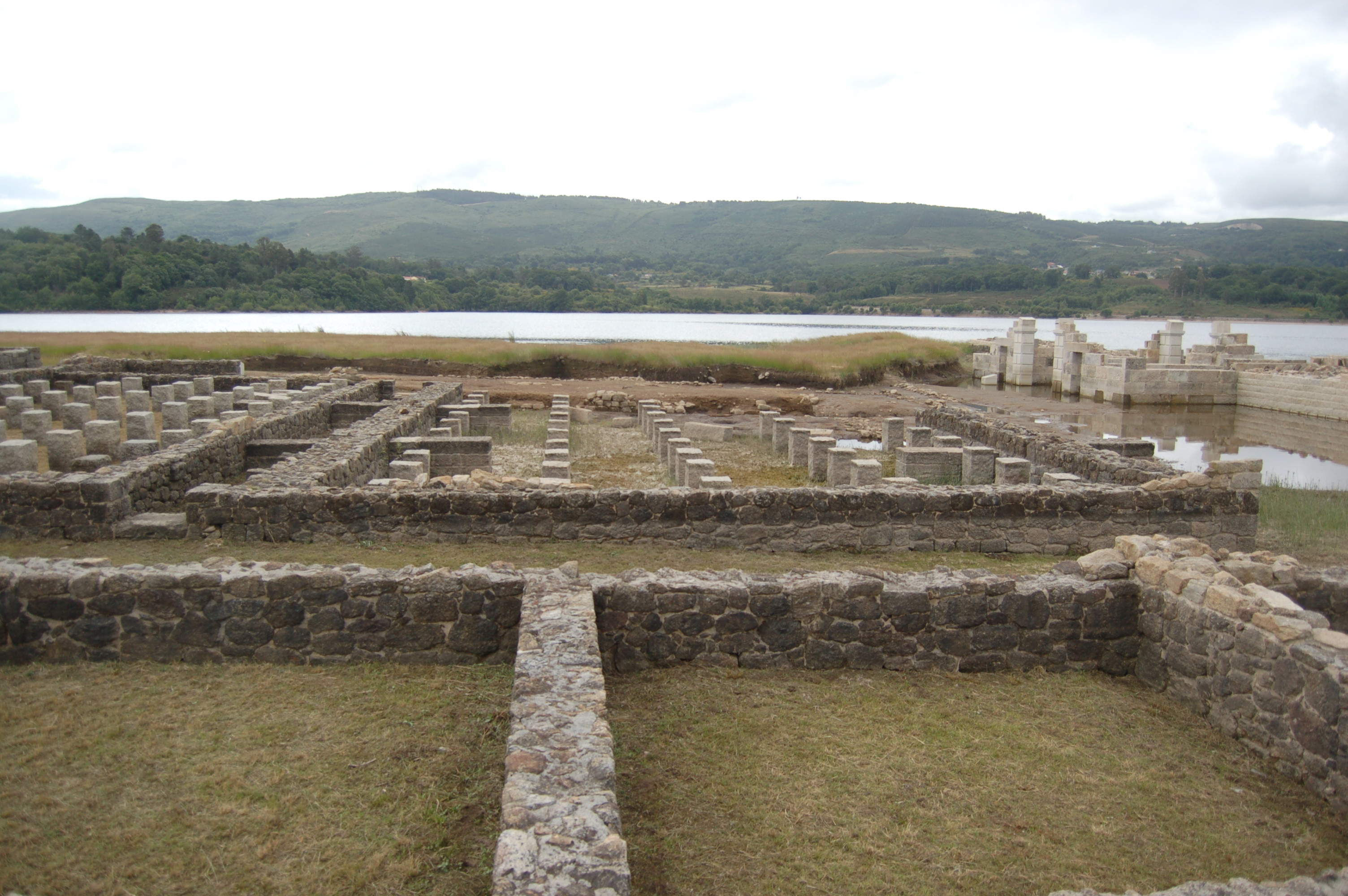
Zona de los hórreos y entrada lateral.

El campamento, que ocupaba una extensión de 2,5 hectáreas estaba rodeado por una muralla con forma rectangular y esquinas redondeadas. En la misma sobresalían torres defensivas cuadrangulares entre las puertas y en las esquinas. La muralla fue levantada con perpiaños pequeños de granito, unidos a hueso (encajados sin cemento), tenía 3,20 m de anchura y una altura próxima a 5 m., y estaba rematada por almenas semicilíndricas. El sistema defensivo poseía además un foso exterior con forma de V, con 6 metros de anchura y 3 m aproximadamente de fondo. Contaba con cuatro puertas monumentales,  todas ellas se encuentran excavadas  y consolidadas: las dos Principalis, Sinistra y Dextra  (puertas principales del lado norte y sur) y la Decumana, en el lado oeste y la Praetoria en el este. La Principalis Sinistra y la Praetoria  contaban con dos vanos, uno de entrada y otro de salida. La Decumana y la Principalis Dextra eran similares, pero con una única abertura. El sistema defensivo se completa con el intervallum de 11 m de anchura, un espacio de seguridad sin construcciones entre la muralla y la primera línea de edificaciones.
Se excavaron cinco barracones para a tropa o strigia, consistentes en alineaciones afrontadas en torno a un patio central, con una cisterna para recoger el agua de la lluvia. Las estancias o contubernia eran de tierra batida, estaban divididas en dos partes: espacio para dormir y los hogares. En cada una podían vivir ocho soldados. A la entrada de los barracones se encuentran unas bases circulares, que serían la parte de abajo de hornos comunitarios. Hay además en el campamento dos horrea o graneros rectangulares, que se elevarían sobre líneas de pilares de piedra y estaban delimitados por muros gruesos con contrafuertes externos. También se encontró un edificio de planta casi cuadrada, que sería el hospital o valetudinarium, consistente en varias estancias cuadradas alrededor de un patio central o compluvium. Es posible que este patio contase con un peristilo de columnas de madera asentadas sobre un muro bajo de piedra. También apareció un canal que conduciría las aguas del compluvium hacia el exterior del edificio.
El edificio central, que sería el cuartel general o principia tiene planta rectangular. En el encontramos un vestíbulo flanqueado por deambulatorios cubiertos y abiertos a la fachada. A continuación hay dos habitaciones pequeñas a ambos lados, que son los posibles armamentaria, donde guardarían las armas de uso no cotidiano. Luego se encuentra un patio rectangular grande con peristilos en tres de los lados, conocido como el foro. Después hay una basílica a la que se accede por una entrada central grande y dos laterales más estrechas. En el fondo estaría el área sacro-administrativa, con un templo oficial o aedes rodeado de cinco estancias, dos por el norte y tres por el sur, que pudieron ser el tabularium o archivo.
También se excavaron las letrinas, un edificio rectangular pegado a la muralla. En ellas se encuentra un canal de desagüe, una cloaca central, y, un espacio en el cual se situarían unos bancos de madera o retretes, no conservados por ser originalmente de madera.Fuera de la muralla, en el área más hacia el sur encontramos dos bases circulares pavimentadas con tégula, probablemente fuesen bases de hornos cerámicos, También aparecieron vestigios de una vivienda. En este lugar se asentaría un vicus o cannaba, que sería un pequeño poblado coetáneo al campamento.
En la actualidad se acaba de excavar el praetorium o edificio residencia del tribuno, el máximo cargo de la unidad militar. Allí vivía el mismo con su familia y servicio.
Se cree que la unidad militar que ocupaba Aquis Querquennis fue la cohorte III, que dependía de la Legio VII Gémina, cuya base estaba en León, debido a que aparecieron marcas cerámicas sobre tégula que así lo confirman. Hasta el año 2025 se pensaba que sería una unidad mixta, con 600 soldados de infantería y de caballería. Pero en al año 2024 se pasó un georadar y un magnetómetro sobre el complejo arqueológico y los resultados mostraron la existencia de 10 barracones de infantería. Por lo tanto el número total sería de unos 800 soldados.

## La mansión viaria
A escasos metros del campamento se encuentra la mansio, siendo la tercera desde Braga. En ella hay varias estancias, que se emplearían para hospedar a los viajeros que recorrían la vía romana y como cuadras para las caballerías. También se encontró un horno para cocer el pan y un pozo circular. Se conserva además un vestíbulo enlosado para acceder a la misma.
Muy cerca de la posada se encuentra una zona de aguas termales, conocida como O Baño. En ella hay varias piscinas y bañeras de piedra, que son vestigios de un balneario que funcionó hasta la construcción del citado embalse de las Conchas. En el lugar estarían las termas romanas, pero todavía no han sido excavadas.

## Arqueología
El sitio del fuerte permaneció olvidado hasta la década de 1920 cuando fue redescubierto y excavado por el arqueólogo local Florentino López Cuevillas. En 1949, como parte del plan de época de Franco de construcción del embalse de As Conchas, el yacimiento quedó anegado, pero partes de este aparecen cuando baja el nivel del embalse. Se han llevado a cabo excavaciones desde 1975 y la extensión total, unas 2,4 hectáreas (5,9 acre), fue revelada por fotografías aéreas en la década de 1980. Se cree que es uno de los campamentos militares romanos más grandes de Hispania.
Las excavaciones han dejado al descubierto el principia o cuartel general, dos horrea o graneros, un valetudinarium u hospital, cinco barracones y una mansio para albergar a funcionarios romanos itinerantes, además de calles, desagües, muros, torres, portones y un camino perimetral. Debido a su tamaño, el sitio se conoce localmente como A cidá ("la ciudad").
El campamento fue declarado Bien de Interés Cultural en 2018 y alberga el Centro de Interpretación Aquae Querquennae-Vía Nova, un museo de la calzada y de la fortaleza. Se encuentra cerca de las termas naturales y los baños romanos de O Bano. El sitio en su totalidad fue descubierto en agosto de 2022 cuando los niveles del embalse cayeron al 49% de su capacidad.